# Lotus Evija
La Lotus Evija (nome in codice Type 130) è la prima autovettura elettrica prodotta dalla casa automobilistica inglese Lotus Cars a partire dall'estate 2023.

## Contesto e nome

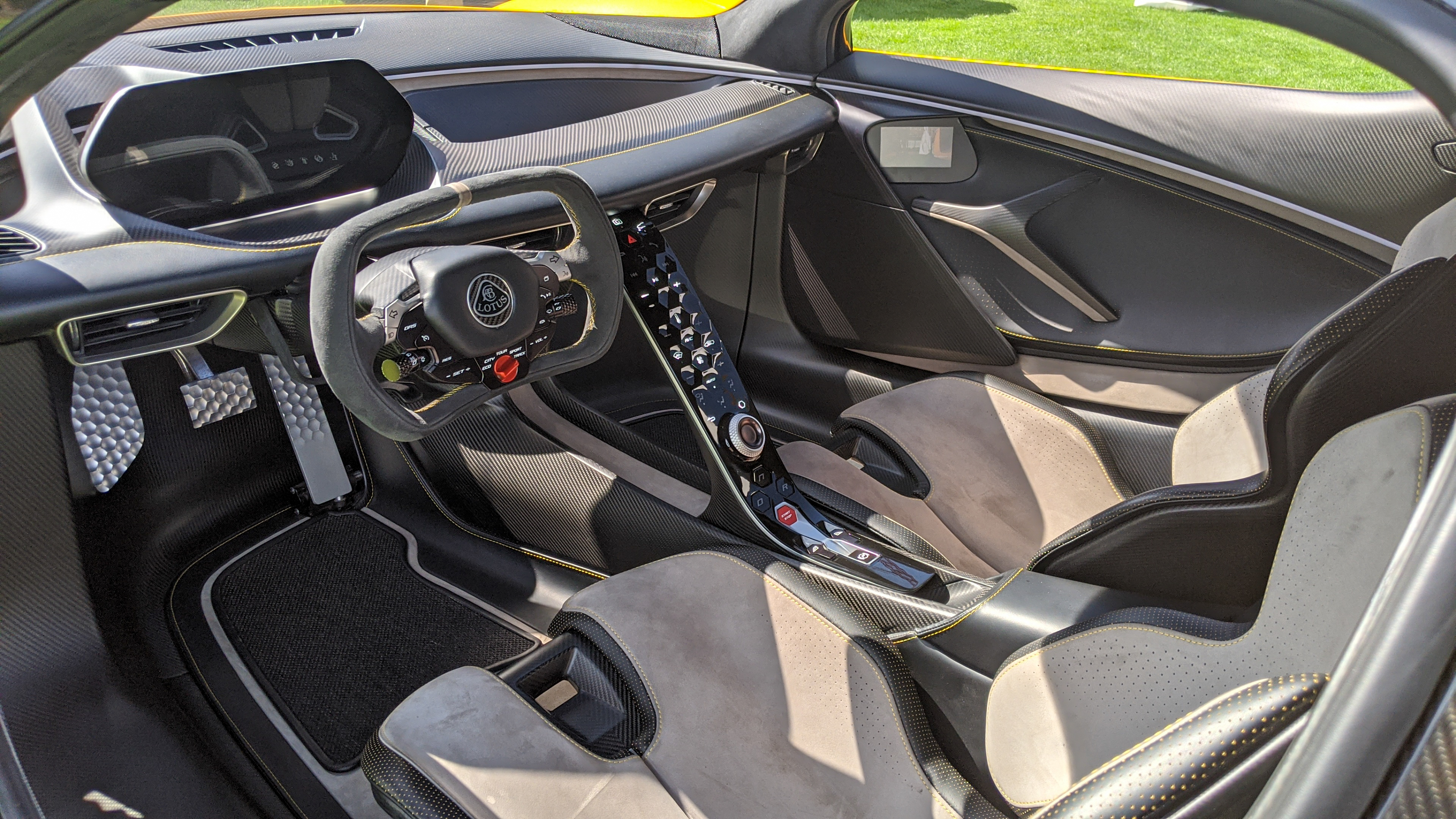
Interni

Prima vettura elettrica fabbricata dal costruttore inglese e prima vettura progettata sotto la proprietà della cinese Geely, il primo prototipo della Evija è stato presentato nel novembre 2019 al salone di Guangzhou per poi essere presentata in forma definitiva al Festival of Speed di Goodwood insieme alla Lotus Emira agli inizi di luglio 2021. In origine la produzione del veicolo sarebbe dovuta iniziare durante il 2020, ma a causa della pandemia di COVID-19, l'inizio della produzione è stata posticipata a metà 2021. La produzione dell'Evija è prevista in una serie limitata di soli 130 esemplari.
Il nome "Evija", come tutte le Lotus inizia con la lettera "e", deriva dalla parola inglese "Eve" che si traduce in italiano con "vigilia".

## Tecnica e meccanica
Il telaio della vettura è un monoscocca in fibra di carbonio, che viene progettato e costruito dalla CPC, un'azienda italiana con sede a Modena. La vasca centrale della monoscocca in carbonio, che è la parte strutturale della vettura che contiene l'abitacolo e a cui sono ancorati i vari organi meccanici come sospensioni e motori, pesa circa 129 kg.

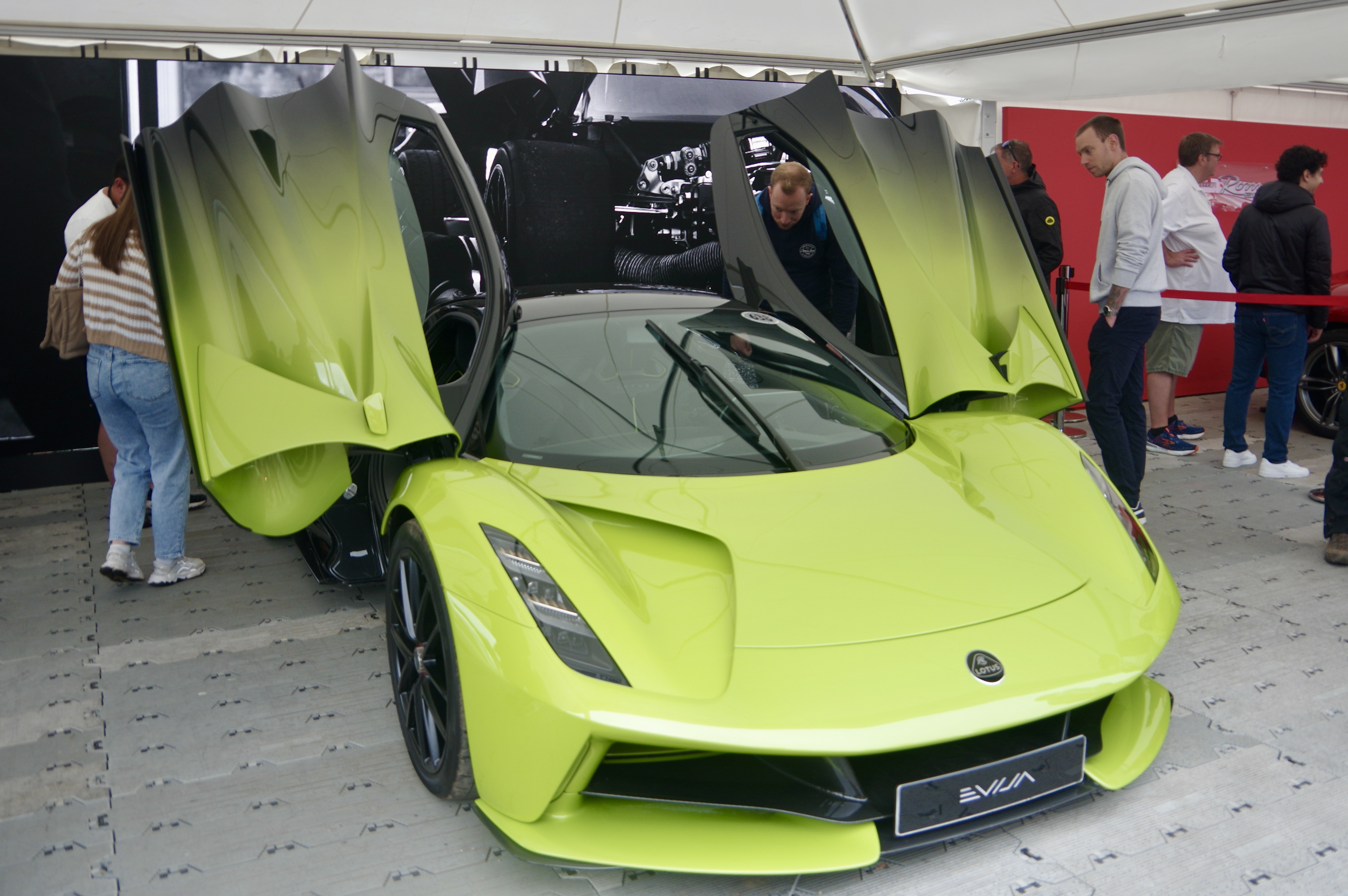
Evija X con le portiera ad ali di farfalla aperte

L'Evija è alimentato da un pacco batterie agli ioni di litio da 70 kWh sviluppato in collaborazione con la scuderia di Formula 1 Williams, che alimentano quattro motori elettrici asincrono a magneti permanenti che invece vengono forniti dalla Integral Powertrain, abbinati ciascuno a un cambio monomarcia. I quattro motori sono posti ciascuno in prossimità di ogni ruota e erogano singolarmente una potenza di circa 368 kW (493 CV), per una potenza complessiva combinata nominale di tutto il sistema pari a 1472 kW (1974 CV) e 1700 Nm di coppia. L'autonomia dichiarata secondo il ciclo di omologazione WLTP è di circa 400 km; le batterie  sono ricaricabile in circa 18 minuti attraverso una colonnina di ricarica rapida da 350 kW; invece per ricaricare da 0 all'80% servono circa 12 minuti. Il torque vectoring viene reso possibile dai quattro motori elettrici che possono distribuire indipendente la potenza a qualsiasi ruota, in combinazione di due, tre o quattro ruote in una frazione di secondo. In modalità pista, il raggio di sterzata tra le curve può essere ridotto dando più potenza o meno potenza alle singole ruote all'interno e all'esterno della traiettoria. Lo sterzo adotta un sistema a comando elettroidraulico.
La vettura inoltre per contenere le masse non sospese elasticamente è dotata di cerchi forgiati in magnesio dal diametro di 20 pollici all'anteriore e 21 pollici al posteriore, calzando pneumatici Pirelli Trofeo R. I freni a disco carboceramici con pinze forgiate in alluminio sono forniti dalla AP Racing. Il veicolo può accelerare da 0 a 100 km/h in meno di 3 secondi e da 0 a 299 km/h in meno di 9 secondi, con una velocità massima di circa 320 km/h.